# Dugh Ghalat
Dugh Ghalat é uma cidade do Afeganistão, localizada na província de Badaquexão.